# Staples
Staples és una població dels Estats Units a l'estat de Minnesota. Segons el cens del 2000 tenia 3.104 habitants.

## Demografia
Segons el cens del 2000, Staples tenia 3.104 habitants, 1.278 habitatges, i 732 famílies. La densitat de població era de 264,6 habitants/km².
Dels 1.278 habitatges en un 30,5% hi vivien nens de menys de 18 anys, en un 41,8% hi vivien parelles casades, en un 12,1% dones solteres, i en un 42,7% no eren unitats familiars. En el 35,8% dels habitatges hi vivien persones soles el 19,2% de les quals corresponia a persones de 65 anys o més que vivien soles. El nombre mitjà de persones vivint en cada habitatge era de 2,36 i el nombre mitjà de persones que vivien en cada família era de 3,09.
Per edats la població es repartia de la següent manera: un 27,2% tenia menys de 18 anys, un 11,4% entre 18 i 24, un 24% entre 25 i 44, un 18,6% de 45 a 60 i un 18,8% 65 anys o més.
L'edat mediana era de 36 anys. Per cada 100 dones de 18 o més anys hi havia 91,6 homes.
La renda mediana per habitatge era de 25.208$ i la renda mediana per família de 33.472$. Els homes tenien una renda mediana de 26.481$ mentre que les dones 18.407$. La renda per capita de la població era de 14.244$. Entorn del 15,4% de les famílies i el 20,3% de la població estaven per davall del llindar de pobresa.

## Poblacions més properes
El següent diagrama mostra les poblacions més properes.